# Bajomi Lázár Endre
Bajomi Lázár Endre, eredeti neve: Lázár András Iván, francia nyelvű művein André Lazar (Biharnagybajom, 1914. augusztus 19. – Budapest, 1987. május 17.), magyar író, műfordító, szerkesztő, irodalomtörténész.

## Életpályája
Szülei Lázár Adolf és Kardos Etelka voltak, izraelita vallásúként anyakönyvezték. A debreceni tudományegyetemen tett tanári alapvizsgát. 1934-1950 között 16 éven át Párizsban élt. A francia irodalom és általában a kultúra egyik legkiválóbb magyarországi ismerője. Tucatnyi francia regényt fordított magyarra, így Boris Vian könyveit. Baloldali magyar emigráns lapok munkatársa lett. Franciaországban Dávid Ferenc, a hazai folyóiratokban Bajomi Endre néven publikált. A Korunk és az Új Hang párizsi munkatársa, 1938-ban a párizsi Szabad Szó szerkesztője lett. 1945-1947 között a Droit et Liberté és a République Hongroise című lapokat szerkesztője, 1947-1949 között a Párizsi Magyar Sajtóiroda vezetőhelyettese, majd – Fejtő Ferenc 1949 szeptemberi lemondása után – vezetője. 1952-ben tért haza. 1953-ig a Külügyminisztérium sajtóosztályán dolgozott, majd 1953-1954 között a Szépirodalmi Könyvkiadó, 1955-től az Új Magyar Könyvkiadó, illetve az Európa Könyvkiadó szerkesztője, illetve lektora volt 1977-ig, nyugalomba vonulásáig. Főmunkatársa volt a Világirodalmi lexikonnak.

## Munkássága
Írói tevékenységének középpontjában a magyar–francia kulturális kapcsolatok hagyományának ápolása állt. A 14. századig visszamenően módszeresen feldolgozta e kapcsolatok történetét. Könyvek sorát szentelte a francia szellemi élet nagy alakjainak.

## Művei
- André Lazar: Hongrois de la résistance; Bateau Ivre, Paris, 1947
- Amerikai megszállás és népi ellenállás Franciaországban; Szikra, Bp., 1952 (Nemzetközi kérdések, 79.)
- Holnap kifutnak a hajók... Henri Martin életregénye; Ifjúsági, Bp., 1955
- Az üstökös. Saint-Just és a francia forradalom regénye; Szépirodalmi, Bp., 1957
- Csillagok a francia film egén; Táncsics, Bp., 1958 (Filmbarátok kiskönyvtára)
- Rabelais; Gondolat, Bp., 1959 (Irodalomtörténeti kiskönyvtár, 4.)
- Párizs. Francia írók, költők, festők Párizsról; vál., előszó, összekötő szöveg Bajomi Lázár Endre; Európa, Bp., 1960 (Regélő városok)
- A mai francia irodalom kistükre; Gondolat, Bp., 1962
- A Montmartre; Corvina, Bp., 1967
- Fő a bizalom! Egy évszázad francia szélhámosságainak és átejtéseinek kalandos krónikája; Minerva, Bp., 1968
- A szürrealizmus; vál., bev. Bajomi Lázár Endre; Gondolat, Bp., 1968
- A Montparnasse; Corvina, Bp., 1969
- T. T. T. Titkos Társaságok Története; Minerva, Bp., 1969
- A Quartier Latin; Corvina, Bp., 1971
- Párizs varázsa; Szépirodalmi, Bp., 1971
- Anatole France világa; Európa, Bp., 1973 (Írók világa)
- A vörös szűz. Louise Michel lobogó élete; Kossuth, Bp., 1975 (Nők a történelemben)
- Párizs nem ereszt el; Szépirodalmi, Bp., 1975
- A magyar Párizs; vál., szerk., bev. Bajomi Lázár Endre; Gondolat, Bp., 1978
- Arpadine. Kalandozások a magyar-francia kapcsolatok múltjában; Szépirodalmi, Bp., 1980
- Ego sum gallicus captivus. Magyarországra menekült francia hadifoglyok emlékezései; vál., utószó, jegyz. Bajomi Lázár Endre, ford. Szoboszlai Margit, szerk. Antal László, előszó Illyés Gyula; Európa, Bp., 1980 (Emlékezések)
- Párizs, csillagként reszkető; Szépirodalmi, Bp., 1981
- Azúrország; Szépirodalmi, Bp., 1984
- Tramontana. Magyar önkéntesek Franciaországban; Zrínyi, Bp., 1984
- André Lazar: Voyage au pays des magyars; Corvina, Bp., 1986
- Saint-Exupéry csodálatos élete; Móra, Bp., 1987
- Franczia tűkör. Válogatás a 19. század magyar vonatkozású francia irodalmából; szerk., jegyz. Bajomi Lázár Endre; Magvető, Bp., 1987 (Magyar hírmondó)
- Fő a bizalom! Egy évszázad francia szélhámosságainak és átejtéseinek kalandos krónikája; 2. jav. kiad.; Média Kiadói Iroda, Bp., 1988
- Titkos társaságok története; jav., átdolg. kiad.; Parlando, Bp., 2009

## Műfordításai

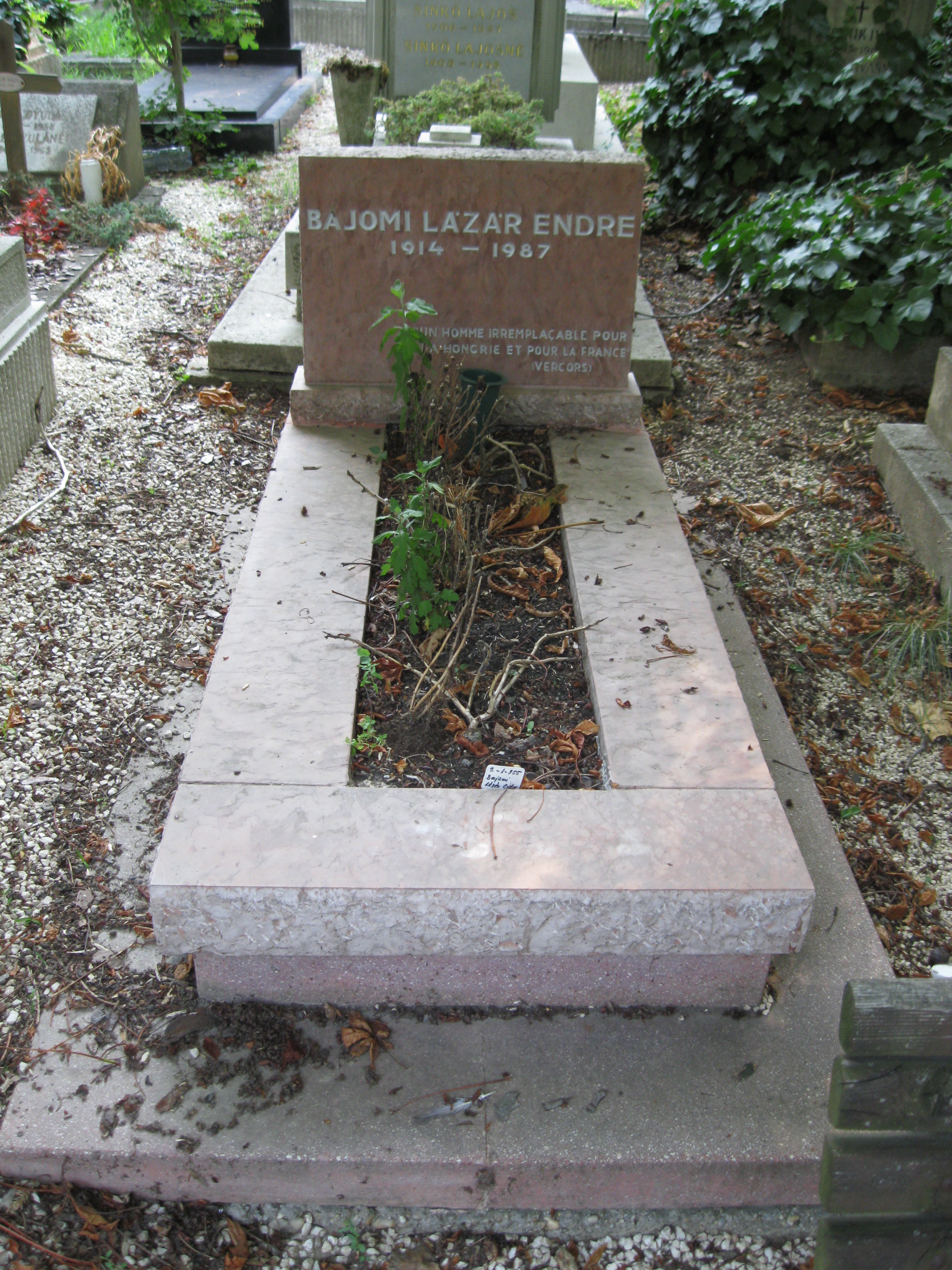
Bajomi Lázár Endre sírja a Farkasréti temetőben. 2-1-255

- Dolores Ibarruri: A békéért, demokráciáért, Spanyolország függetlenségéért (1952)
- A. Wurmser-L. Mamiac: Budapesti levelek (1955)
- Marcel Aymé: A faljáró (1958)
- Claude Roy: Klasszikus társaságában (1958)
- Henri Murger: Bohémkávéház (1959)
- Roger Peyrefitte: Szent Péter kulcsai (1959)
- Romain Rolland: Eljő majd az idő (1960)
- Anatole France: Az istenek szomjaznak (1961)
- Marcel Aymé: Csípős ügy és más elbeszélések (1962)
- Jules Verne: Antifer mester csodálatos kalandjai (1962)
- Émile Zola: A pénz (1962)
- Jean-Paul Sartre: Az ördög és a jóisten (1963)
- Robert Pinget: Kalóz Grál (1966)
- Raymond Queneau: Angol Park (1966)
- Edmond de Goncourt-J. Goncourt: Germinie Lacerteux (1968)
- André Malraux: A remény (1968)
- Louis Aragon: A kollázs (1969)
- Boris Vian: Tajtékos napok (1969)
- Marcel Aymé: A zöld kanca (1969)
- Henri Perruchot: Toulouse-Lautrec élete (1971)
- Maurice Pons: Róza, avagy hűséges krónika ama eseményekről, amelyek a múlt század során Wasquelham fejedelemségben történtek…, (1971)
- Guy Foissy: Két szerető szív (1972)
- Roger Ikor: Gloucq úr avagy az aranygyapjú (1972)
- Claude Mauriac: A mozdulatlan idő (1986)

## Díjai, elismerései
- A Munka Érdemrend arany fokozata (1974)
- Szocialista Hazáért (1984)
- Párizs Aranyérme (1982)
- Ordre des Arts et des Lettres lovagi fokozata (1985)